# Taraxacum glossodon
Taraxacum glossodon — вид квіткових рослин з родини айстрових (Asteraceae). Вид зростає в Європі: Чехія, Данія, Фінляндія, Норвегія, Польща, Швеція; це багаторічна рослина помірних біомів.
Рослина ≈ 30 см заввишки. Листки випростані, сіро-зелені, ± голі; ніжка листка світло-рожево-червона, безкрила; бічних часток листка 3–4 пари, трикутні, від широкої прикореневої частини переходять у вузьку лопаткоподібну верхівку, ± горизонтально виступаючі, верхній край з глибокою виїмкою, кінцеві частки листка значно більші за бічні частки, язикоподібні. Обгортка оливково-зелена. Зовнішні приквітки зверху світло-сіро-зелені, рівномірно відігнуті, 3–4(5) мм завширшки, без облямівки.